# Кабанов, Кирилл Сергеевич
Кирилл Сергеевич Кабанов (род. 16 июля 1992, Москва) — российский хоккеист, левый нападающий.

## Карьера
Родился и вырос в Москве. Хоккеем начал заниматься с детства, в спортивной школе «Спартака». Профессиональный путь в хоккее начал вслед за братом. Сначала была спартаковская школа, затем школы «Динамо» и ЦСКА. В 14 лет подписал свой первый контракт со «Спартаком». Перед началом сезона КХЛ 2008/2009, Милош Ржига стал привлекать Кабанова к тренировкам основного состава. Тогда же о нём заговорили, как об одном из самых перспективных и талантливых молодых хоккеистов страны, предрекая ему большое будущее. Дебютировал за основную команду 18 ноября 2008 года в выездном матче против хабаровского «Амура», в возрасте 16 лет и 125 дней, став самым юным дебютантом КХЛ. Всего в сезоне провёл 6 матчей в регулярном чемпионате и 4 матча в Плей-офф.
16 июля 2009 года Кабанов узнал о том, что права на него проданы в уфимский «Салават Юлаев». Учитывая, что на тот момент состав у «Салавата Юлаева» подобрался сильный, перспектив заиграть в основном составе у юного хоккеиста было мало. Так посчитал отец хоккеиста — Сергей Кабанов, который представлял его как агент. Позже появилась информация, что Кабанов всё-таки переедет в Уфу. Даже несмотря на то, что «Спартак» и «Салават Юлаев» договорились о трансфере, отец Кирилла Кабанова заявил, что никакого контракта у них на руках нет и ничего сын не подписывал. Подогревал ситуацию и тот факт, что, по словам отца, по новому контракту игроку запрещено переходить, в случае заинтересованности со стороны, в клубы НХЛ, вплоть до истечения действующего контракта, который рассчитан на три года. Права на хоккеиста были переданы руководству «Салавата Юлаева», однако подпись Кирилла Кабанова в контракте с клубом не стояла, и в Уфу хоккеист так и не приехал, чем вызвал большое недовольство со стороны руководства «Салавата Юлаева» в лице генерального менеджера клуба Олега Гросса. По слова Гросса «Салават» будет требовать дисквалификации Кабанова и права неучастия в дальнейшем в матчах КХЛ, а также в играх за национальную сборную России. Кабанов оставался без игровой практики, так как единственным вариантом было подписание контракта с «Салаватом Юлаевым». В итоге отец хоккеиста договорился с Международной федерацией хоккея о возможности выступления Кирилла Кабанова в Главной юниорской лиге Квебека, в составе «Монктон Уайлдкэтс». В итоге Кабанов-младший уехал выступать за океан, а руководство «Салавата Юлаева» потеряло деньги на трансфере хоккеиста из «Спартака».
Кабанов стабильно выступал в основном составе команды и за 22 матча сезоне в QMJHL забил 10 шайб и отдал 13 результативных передач. Завоевал с командой Президентский кубок (QMJHL), став чемпионом лиги. Несмотря на это, по мнению хоккеиста, он был ограничен игровой практикой, играя в третьем звене. Играл со сломанной костью в запястье. На Драфте НХЛ 2010 года Кирилл Кабанов был выбран под общим 65-м номером в 3 раунде командой «Нью-Йорк Айлендерс».
В сезоне 2010/11, находясь в системе «Айлендерс», перешёл на один сезон в клуб «Льюистон Мэйниэкс», также выступающий в QMJHL. За 37 матчей регулярного чемпионата заработал 28 очков (11+17), а также 20 очков за 15 матчей в плей-офф (8+12).
Сезон 2011/12 также начал в аренде, в клубе «Блайнвиль-Брисбриан Армада», с которым начал проходить предсезонную подготовку, однако, спустя неделю подписал просмотровый контракт со шведским «Ферьестадом», а также с канадским «Шавиниган Катарактез», в котором впоследствии и остановился на сезон. Завоевал Мемориальный кубок, сыграв в 67 матчах и набрав 73 очка (26+47).
Сезон 2012/13 провёл в аренде в клубе Американской хоккейной лиги «Бриджпорт Саунд Тайгерс», в котором отыграл в 32 матчах и набрал 9 очков по системе гол+пас (2+7).
Сезон 2013/14 начал в составе «Бриджпорт Саунд Тайгерс», однако, вскоре перешёл в систему клуба ECHL лиги — «Стоктон Тандер», являющимся аффилированным клубом «островитян». В своём первом матче в составе «Стоктона» совершил Хет-трик Горди Хоу — гол, передача и драка.

## Национальная карьера
В 2007 году дебютировал в составе юниорской сборной России на Чемпионате мира среди команд не старше 17 лет. Вместе со сборной завоевал золото первенства, став лучшим ассистентом чемпионата, отдав 9 результативных передач, а также самым «боевым» хоккеистом, получив 28 минут штрафа за весь турнир.
В 2008 году был вызван в юниорскую сборную России на чемпионат мира среди команд не старше 18 лет. Провёл 7 матчей, забил 4 шайбы и отдал 7 результативных передач. Вместе со сборной завоевал серебряные медали первенства.

## Достижения
- Чемпион мира среди юниоров не старше 17 лет (2007)
- Серебряный призёр среди юниоров не старше 18 лет (2008)
- Обладатель Президентского кубка (QMJHL) (2009—2010)
- Обладатель Мемориального кубка (CHL) (2011—2012)
- Серебряный призёр Чемпионата Швеции (2014—2015)
- Чемпион Дании и обладатель кубка Дании (2017—2018)
- Серебряный призёр Чемпионата Дании (2020—2021)
- Чемпион Дании и обладатель кубка Дании (2021—2022)